# Budukh
Le budukh (ou budugh ; autonyme, Будад мез, budad mez) est une langue caucasienne, du groupe des langues nakho-daghestaniennes, appartenant à la branche lezgique dont il forme un rameau séparé avec le kryz. Il est parlé par environ 1 000 personnes, dans la région de Quba (nord de l'Azerbaïdjan). La dénomination de la langue est celle de la principale localité, Budukh, située dans une zone isolée du Caucase, à 2 000 mètres d'altitude.
Cette langue se parle sous deux formes : le budukh et le yergüc.

## Situation linguistique
Le budukh est menacé d'extinction, du fait d'une forte pression de la langue azéri.

## Écriture
Le budukh est écrit avec l’alphabet cyrillique,.
Dans les années 2010, un alphabet latin a été développé pour l’écriture du budukh,.
| А а     | Аь аь | Б б   | В в   | Г г   | Гъ гъ | Гь гь | Гӏ гӏ | Д д | Дж дж | Ж ж | И и | Й й | К к   | Къ къ |
| Къг къг | Кь кь | Кӏ кӏ | Л л   | М м   | Н н   | О о   | Оь оь | П п | Пӏ пӏ | Р р | С с | Т т | Тӏ тӏ | У у   |
| Уь уь   | Ф ф   | Х х   | Хъ хъ | Хь хь | Хӏ хӏ | Ц ц   | Цӏ цӏ | Ч ч | Чӏ чӏ | Ш ш | Ъ ъ | Ы ы | Э э   |       |

Dans la version de 2017 de l’alphabet latin budukh, les lettres ħ, ts', xh, ˁ sont utilisées, ; elles sont remplacées par les lettres hˊ, hˊˊ, sˊ, xˊ dans l’alphabet de 2025. Par exemple dans ħaräc et hˊˊaräc « beurre »,  ts'ig et sˊig « sauterelle », xhäd et xˊäd « eau », ˁül et hˊül « œil ».
| A a | Ä ä | B b   | C c | Ç ç   | Çˊ çˊ | D d | E e | Ә ә | F f | G g   | Ğ ğ   | H h | Hˊ hˊ | Hˊˊ hˊˊ |
| İ i | I ı | J j   | K k | Kˊ kˊ | L l   | M m | N n | O o | Ö ö | P p   | Pˊ pˊ | Q q | Qˊ qˊ | Qh qh   |
| R r | S s | Sˊ sˊ | Ş ş | T t   | Tˊ tˊ | U u | Ü ü | V v | X x | Xˊ xˊ | Y y   | Z z | ˊ     | ˚       |

## Morphologie

### Classes nominales
Comme de nombreuses langues nakho-daghestaniennes, le budukh organise le nom selon des classes nominales.
- Classe I : humains masculins. Exemples : šid - frère ; diχ - fils
- Classe II : humains féminins. Exemples : dide - mère ; hedʒ - femme
- Classe III : animés, objets : Exemples : qqɨs - poule ; cʾæʕ - chèvre ; zar - vache ; mismar - clou
- Classe IV : objets, termes abstraits. Exemples : xad - eau ; čakma - chaussure ; maʕna - l'entretien